# Belinta
Belinta est une commune urbaine malgache située dans la partie centre de la région du Menabe.